# Андронниково (Забайкальский край)
Андронниково — село в Нерчинском районе Забайкальского края России. Административный центр сельского поселения «Андронниковское».

## География
Село находится в южной части района, на левом берегу реки Урульги (приток Шилки), на расстоянии примерно 30 километров (по прямой) к юго-западу от города Нерчинска. Абсолютная высота — 780 метров над уровнем моря.
Климат
Климат характеризуется как резко континентальный, с продолжительной холодной зимой. Средняя температура самого тёплого месяца (июля) составляет 18 — 20 °С (абсолютный максимум — 38 °С). Средняя температура самого холодного месяца (января) — −28 — −30 °С (абсолютный минимум — −54 °С). Годовое количество осадков — 300—350 мм. Продолжительность безморозного периода составляет 100—110 дней.
Часовой пояс
Село Андронниково находится в часовой зоне МСК+6. Смещение применяемого времени относительно UTC составляет +9:00.

## История
Основано в конце XVII века. Своё название получило по имени первого жителя Андрона. Основными занятиями населения были: хлебопашество, охота и работа на приисках. В 1775 году крестьяне были приписаны к Нерчинскому сереброплавильному заводу. С 1851 года крестьяне были переведены в казачье сословие. Административно было подчинено станице Кулаковской Забайкальского казачьего войска.
В 1920 году село стало центром сельсовета. В 1929 году, в ходе коллективизации, была организована коммуна им. С. Лазо, которая позднее распалась. В июне 1931 года были созданы новые сельхозартели «Новый путь» и им. Н. К. Крупской, в 1932 году объединившиеся в одну артель им. Н. К. Крупской, которая в дальнейшем объединилась с колхозом села Волочаевки.

## Население
| 2010 | 2021 |
| ---- | ---- |
| 161  | ↗168 |

Половой состав
По данным Всероссийской переписи населения 2010 года в гендерной структуре населения мужчины составляли 50,3 %, женщины — соответственно 49,7 %.
Национальный состав
Согласно результатам переписи 2002 года, в национальной структуре населения русские составляли 98 % из 165 чел.

## Инфраструктура
В селе функционируют основная общеобразовательная школа, библиотека и фельдшерско-акушерский пункт.

## Улицы
Уличная сеть села состоит из четырёх улиц и одного переулка.